# 溪口 (大字)
溪口，原稱雙溪口，是臺灣嘉義縣溪口鄉的一個傳統地域名稱，也是全鄉行政中心所在地，位於該鄉中部偏西北。相較於今日行政區，其範圍大致包括溪東村不含南部邊界地帶、溪西村不含南部邊界地帶、溪北村不含西北端及西南端。

## 歷史
台灣日治初期，溪口地區為一街庄（舊制街庄），稱為「雙溪口庄」，隸屬於打貓南堡。該庄北隔三疊溪與游厝庄為界，東與頂坪庄為鄰，東南與上崙庄為鄰，南邊為崙尾庄，西邊為柴林腳庄。
1901年（日治明治三十四年）11月11日，全台設置二十廳，該庄隸屬於嘉義廳。1904年（明治三十七年）2月15日，該庄編入「雙溪口區」，隸屬於嘉義廳。1909年（明治四十二年）10月25日，全台整併二十廳為十二廳，該庄仍隸屬於嘉義廳。1910年（明治四十三年）1月18日，各區管轄區域調整，該庄仍隸屬於嘉義廳的「雙溪口區」。
1920年（大正九年）10月1日，全台廢十二廳改設五州二廳，該庄改制並簡化為「溪口」大字，隸屬於臺南州嘉義郡溪口庄（新制街庄）。
戰後溪口庄改制為溪口鄉，隸屬於臺南縣，大字亦改制為村。1950年（民國39年）10月，雲、嘉、南分治，溪口鄉改隸屬於嘉義縣。

## 聚落
本地區發展較早的聚落有雙溪口（溪口）、後港、小柴林腳、溝明等，在日治期初期的官方地圖上已有記載。此外，本地區尚有竹圍子聚落。

## 交通
縣道157號是斗南至過溝的道路，經過本地區溪口聚落。由該道路（大方向）北行可前往雲林縣大埤鄉、大埤鄉/斗南鎮邊界，並止於斗南鎮市區南郊的省道台1線路口；南行可前往新港鄉、六腳鄉、朴子市、東石鄉東南端、布袋鎮北部的過溝，並止於省道台17線路口。
縣道162號是溪口至梅山的道路，其西側端點（起點）位於本地區東部邊界北側的縣道157號轉角路口。由此東行可前往大林鎮、梅山鄉梅山市區西北郊，並止於省道台3線路口。
鄉道嘉85線是溪口至大潭的道路。
鄉道嘉87線是溪口至崙尾的道路。
鄉道嘉90線是溪口至下坪的道路。
鄉道嘉91線是溪口至南靖厝的道路（直達）。
鄉道嘉93線是溪口至南靖厝的道路（繞經阿蓮）。

## 學校
- 溪口國小